# Regionalna ragbi 15 liga 2007./08.
Regionalna liga po pravilima ragbija 15 za sezonu 2007/08. okuplja klubove iz Hrvatske, Slovenije, Srbije, Mađarske i BiH.
Natjecanje je pokrenuto glede činjenice da Svjetska ragbijaška organizacija nije organizirala Europskog Kupa Prvaka za amatere za sezonu 2007/08.

## Sudionici
U sezoni 2007/08. sudjeluju klubovi iz Hrvatske, Slovenije, Srbije, Mađarske i BiH.
Prvaci su izravno izborili pravo sudjelovanja, a ostali igraju dodatne izlučne susrete.
Glede jakosti ragbija, sudioništvo je vagano po idućem kriteriju:

Hrvatska, Srbija i Mađarska daju troje predstavnika, a Slovenija i BiH po jednog.

## Natjecateljski sustav
Igra se po jednostrukom kup-sustavu.

U predizlučnom kolu, igra se po idućem sustavu:

3. iz Hrvatske - 2. iz Srbije (H3S2)

3. iz Mađarske - 2. iz Hrvatske (M3H2)

3. iz Srbije - 2. iz Mađarske (S3M2)

Pobjednici izlučnog kola odlaze u četvrtzavršnicu.
U četvrtzavršnici parovi su idući:

M3H2 – prvak Srbije (A)

H3S2 – prvak Mađarske (B) 

S3M2 – prvak Hrvatske (C)

prvak BiH - prvak Slovenije (D)
U poluzavršnici su idući parovi:
pobjednik A - pobjednik D

poraženi A - poraženi D

pobjednik B - pobjednik C

poraženi B - poraženi C
Završnica se igra 7. lipnja 2008., a predviđeno je i odigravanje susreta za prvo, treće, peto i sedmo mjesto.

## Izlučni krug
Zagreb, 25. studenog 2007.

 Zagreb -  Dorćol (Beograd) 17 : 3 (10:3)
Kečkemet, 1. prosinca 2007.

 KARC-Kecskemet -  Makarska rivijera 10 : 24
Beograd, 1. prosinca 2007.

 KBRK Beograd -  Bulldogok (Szazhalombatta) 5 : 0

## Četvrtzavršnica
Zagreb, 8. ožujka 2008.

 Zagreb –  Esztergom 6:13 
Makarska, 8. ožujka 2008.

 Makarska rivijera –  Pobednik (Beograd) 22:23 pretvaranja (3:21, 21:21, 21:21, 21:21) 
Zenica, 8. ožujka 2008.

 Čelik (Zenica) -  Ljubljana 15:26 
Beograd, 3. svibnja 2008.

(prvobitni termin, 8. ožujka 2008. odgođen zbog sigurnosnih razloga)

 KBRK (Beograd) -  Nada (Split) 24:32 (10:10)

## Za plasman 5. – 8. mjesta
Križaju se parovi A2 – D2 i B2 – C2.
 Makarska rivijera -  Čelik

 Zagreb -  KBRK
Makarska rivijera je odustala od daljnjeg natjecanja.

Povjerenstvo Lige je odlučilo da se za poredak od 5. do 7. mjesta odigra turnir.

## Poluzavršnica
Križaju se parovi A1 – D1 i B1 – C1.
Beograd, 17. svibnja 2008.

 Pobednik -  Ljubljana 23:15 (3:3)
Ostrogon, 22. svibnja 2008.

 Esztergom -  Nada 23:29 (7:17)

## Završnica
Split, 7. lipnja 2008.

Igralište kod stare plinare. Gledatelja 150. Sudac: Fabio Rannali (Italija). 

 Nada -  Pobednik 47:8 (26:3)
Nada: Buzov, Čulić, Borozan, Sljepčević (5), Budimir, Jerčić, Macan, Blažević-Bandov (5), Tvrdić, Tomić-Ferić, Olujić (5), Ursić, Rešetar (22), Burazin (5), Antić, Draganić, Rubelj, Šafradin, Matić, Sekovanec (5), Puljiz.
Pobednik: Vraneš, Simonović, Đukić, M. Vuković, Nikolić, Miovčić, Labus (5), Ristić, Jerinić, Kapor (3), Pirković, Radulović, Živanov, Stanković, Orlović, G. Vuković, Dragutinović, Antonijević, Mitrović, Babić, Simonović.
Najbolji igrač: Ivan Rešetar (Nada).

## Konačni poredak
1. Nada, Split
2. Pobednik, Beograd
3. Ljubljana, Ljubljana
4. Esztergomi Vitézek RSE, Ostrogon
5. KBRK, Beograd
6. Zagreb, Zagreb
7. Čelik, Zenica
8. Makarska rivijera, Makarska
9. Battai Bulldogok RC, Szazhalombatta
10. Dorćol, Beograd
11. KARC, Kečkemet

## Unutarnje poveznice
- Regionalna ragbi 15 liga 2008./09.

## Vanjske poveznice
- Regionalna ragbi liga  Arhivirana inačica izvorne stranice od 23. studenoga 2007. (Wayback Machine)
- Regionalna ragbi liga, rezultatu 2007./08.  Arhivirana inačica izvorne stranice od 26. studenoga 2013. (Wayback Machine)
- RK Nada  Arhivirana inačica izvorne stranice od 14. lipnja 2008. (Wayback Machine) Nada osvojila Regionalnu ligu